# Рёберная мозаика
Рёберная мозаика — это разбиение плоскости на непересекающиеся многоугольники (замощение) со свойством, 
что отражение любого из этих многоугольников относительно любой его стороны будет другим многоугольником той же мозаики.
Все получающиеся многоугольники должны быть выпуклыми и конгруэнтны друг другу. 
Существует восемь рёберных мозаик на евклидовой плоскости, но в неевклидовой геометрии существуют и другие.
Восемь евклидовых рёберных мозаик:
|                            |                     |                                                 |                                        |
| Мозаика из прямоугольников | Треугольная мозаика | Разделённая квадратная мозаика                  | Разделенная ромбическая мозаика        |
|                            |                     |                                                 |                                        |
| Шестиугольная мозаика      | Ромбическая мозаика | Дельтоидальная треугольно-шестиугольная мозаика | Трижды разделённая треугольная мозаика |

В первых четырёх их них плитки не имеют тупых углов и степени их вершин чётны.
Поскольку степени чётны, стороны плиток образуют прямые сквозь мозаику, так что каждая из этих мозаик может рассматриваться как конфигурация прямых. 
В остальных четырёх каждая плитки имеет по меньшей мере один тупой угол со степенью три и стороны плиток, которые сходятся под углом, не расширяются до прямых.
Эти замощения были учтены изобретателем 19-го века Дейвидом Брюстером при разработке калейдоскопов. 
Калейдоскоп, зеркала которого расположены как стороны этих плиток, производят рёберную мозаику.
Однако, в этих мозаиках, сгенерированных калейдоскопах, не получится использовать вершины нечётной степени, поскольку, 
если изображение внутри одной плитки асимметрично, не будет возможности отобразить это изображение на всех копиях плитки вокруг вершины нечётной степени.
По этой причине Брюстер рассматривал только рёберные мозаики без тупых углов, исключив тем самым четыре мозаики с тупыми углами и вершинами степени 3.